# Адміністративний поділ Незалежної Держави Хорватії

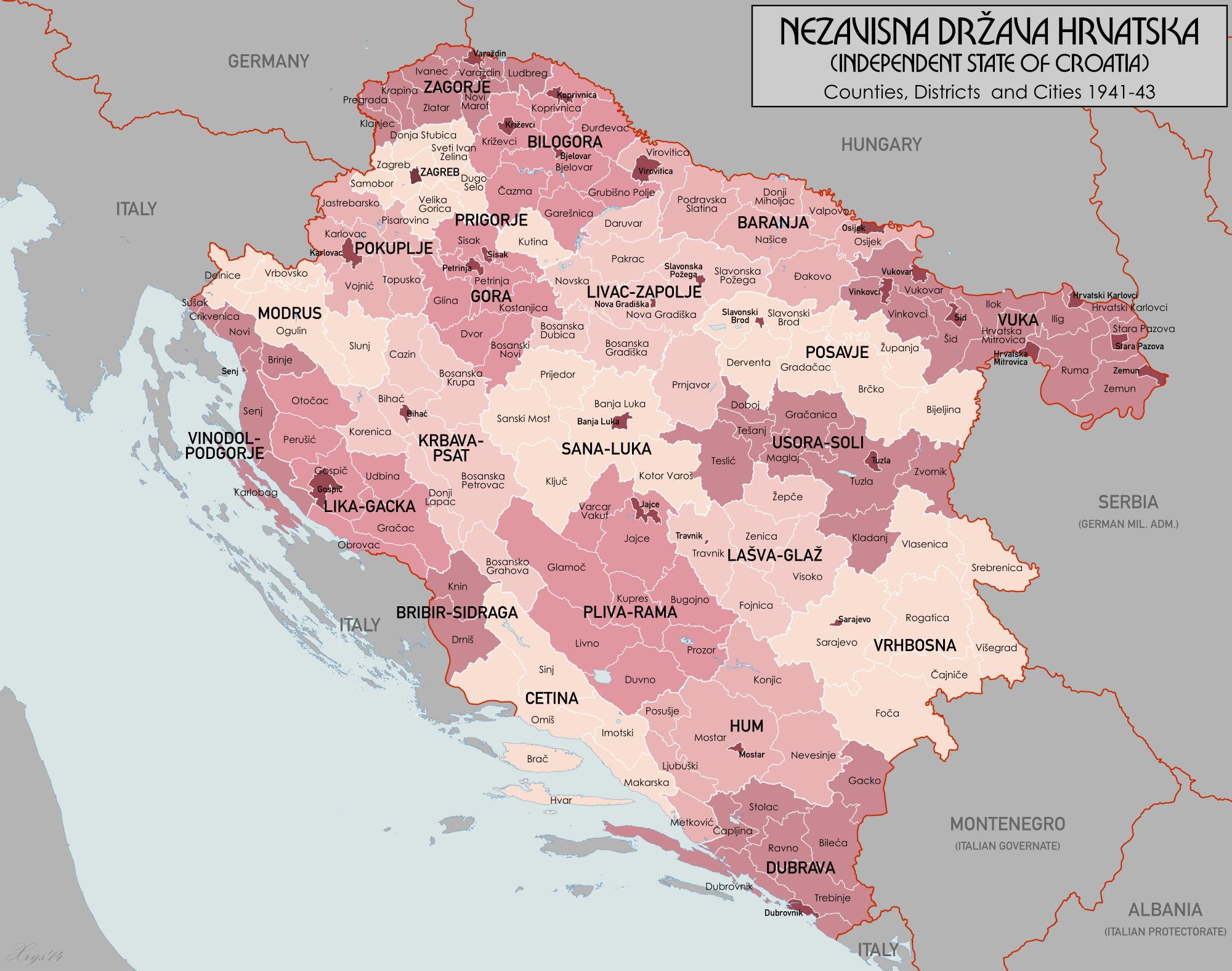
Поділ НДХ на великі жупи і котари до падіння Італії

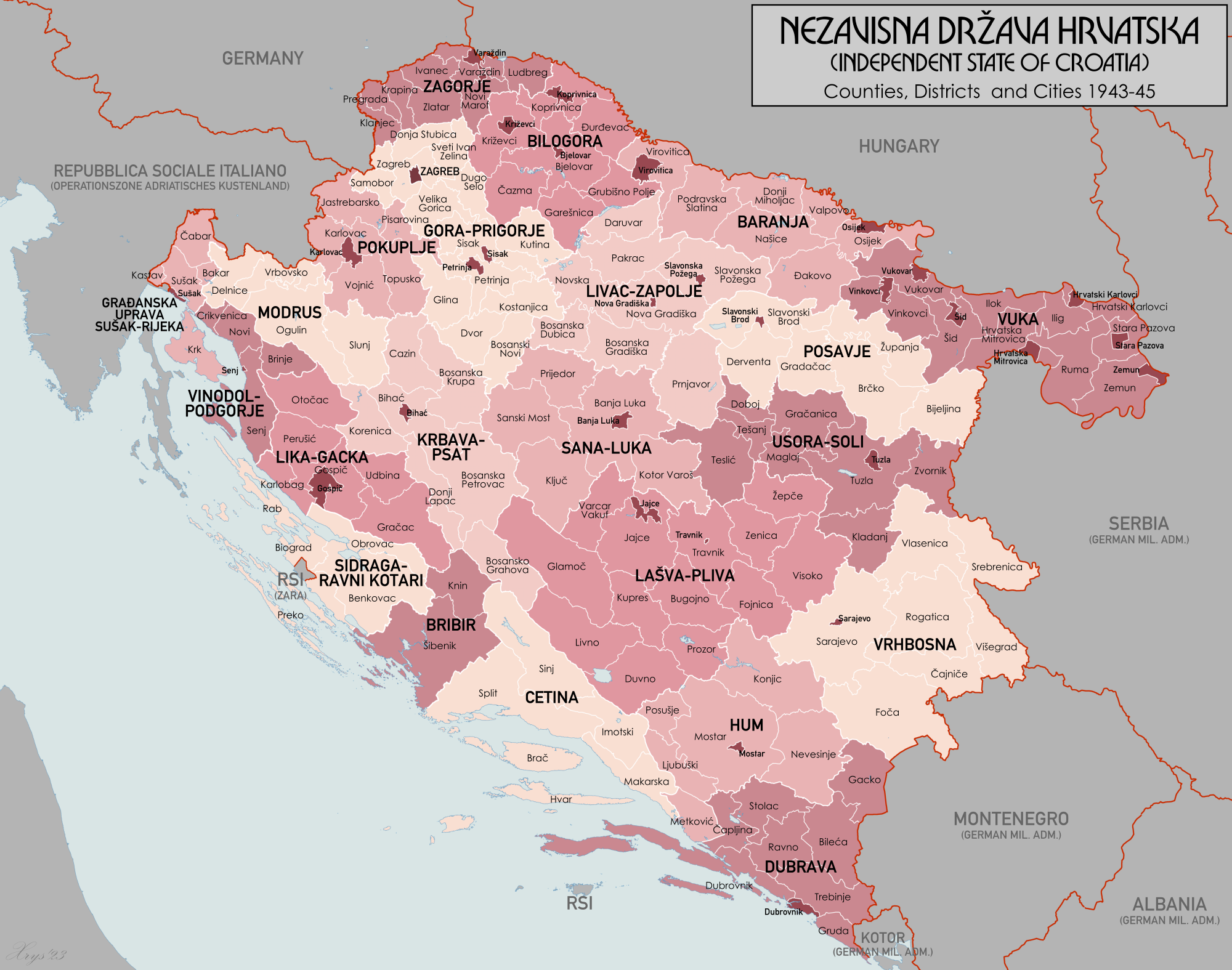
... і після падіння Італії

Основною адміністративно-територіальною одиницею Незалежної Держави Хорватія була велика жупа (хорв. velika župa), яка ділилася на котари (хорв. kotar «район»), «котарські відділення» (хорв. kotarska ispostava), муніципалітети (хорв. općina «громада») та міста. Спочатку в НДХ було 10 великих жуп, а з липня 1941 року — 22. Котарів (районів) на початку налічувалося 142, але в ході війни їхня кількість змінювалася. «Котарських відділень» було 31 (на початку), а громад — 1006.  

## Історія та коло повноважень
НДХ спочатку поділялася на 10 великих жуп. Після підготовчих робіт, які тривали чотири місяці, в липні 1941 року було здійснено остаточний поділ на 22 великі жупи. Перший поділ установлювався Положенням про великі жупи від 10 червня 1941 року, а 5 липня 1944 р. відбулася реорганізація великих жуп.
Першорядними повноваженнями великої жупи були питання, які 1942 року їй передали міністерства:  деякі питання навчання, нагляду за працею, зайнятості іноземних громадян, транспорту і громадських робіт, громадського здоров'я, ремісництва, промисловості, торгівлі і селянських господарств, а з 1944 року і інспекції місцевих шкіл, яка перед тим перебувала під наглядом великого жупана. 6 квітня 1943 р. владні повноваження у галузі середньої освіти було повернуто Міністерству народної освіти.
Другорядними повноваженнями великої жупи був розгляд справ, які не було розв’язано на нижчих рівнях, таких як районні чи міські органи влади та управління тощо.
Цивільною адміністрацією у великій жупі керував великий жупан, якого призначав поглавник (вождь) Анте Павелич.

## Адміністративно-територіальний поділ

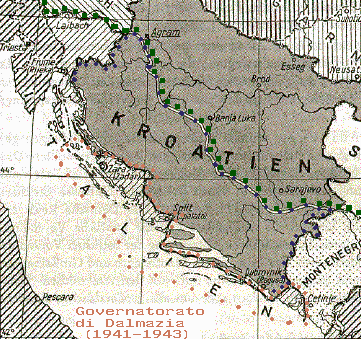
Поділ НДХ на німецьку та італійську окупаційні зони (лінія поділу позначена зеленим)

### Великі жупи
| Велика жупа      | центр         |
| ---------------- | ------------- |
| Загір'я          | Вараждин      |
| Пригір'я         | Загреб        |
| Білогора         | Беловар       |
| Бараня           | Осієк         |
| Вука             | Вуковар       |
| Посав'я          | Брод-на-Саві  |
| Лівац і Заполє   | Нова Градишка |
| Ліка-Гацька      | Госпич        |
| Гора             | Петриня       |
| Покуп'я          | Карловаць     |
| Модруш           | Огулин        |
| Винодол-Підгір'я | Сень          |
| Цетина           | Оміш          |
| Хум              | Мостар        |
| Дубрава          | Дубровник     |
| Врхбосна         | Сараєво       |
| Усора і Солі     | Тузла         |
| Лашва і Глаж     | Травник       |
| Плива і Рама     | Яйце          |
| Крбава і Псат    | Бихач         |
| Сана і Лука      | Баня-Лука     |

### Котари
| Велика жупа      | Котари                                                                                                   |
| Бараня           | Джаково, Доні-Міхоляц, Нашиці, Осієк, Подравська Слатина, Валпово, Вировитиця                            |
| Білогора         | Беловар, Чазма, Гарешниця, Джурджеваць, Грубишно-Полє, Копривниця, Крижевці                              |
| Брибір-Сидрага   | Грахово, Дрниш, Книн                                                                                     |
| Цетина           | Брач, Хвар, Імотський, Макарська, Оміш, Синь                                                             |
| Дубрава          | Білеча, Чапліна, Дубровник, Гацько, Равно, Столаць, Требинє                                              |
| Гора             | Босанський-Новий, Двор, Глина, Костайниця, Петриня, Сисак                                                |
| Хум              | Коніц, Любушки, Меткович, Мостар, Невесинє, Посуш'є                                                      |
| Крбава-Псат      | Бихач, Босанська Крупа, Хорватський Петроваць, Цазин                                                     |
| Лашва-Глаж       | Фойниця, Травник, Високо, Зениця, Жепче                                                                  |
| Ліка-Гацька      | Госпич, Грачаць, Корениця, Оточаць, Перушич, Удбина                                                      |
| Лівац-Заполє     | Босанська Дубиця, Босанська Градишка, Дарувар, Нова Градишка, Новська, Пакраць, Пожега, Прнявор          |
| Модруш           | Делниці, Огулин, Слунь, Врбовско                                                                         |
| Плива-Рама       | Бугойно, Дувно, Гламоч, Яйце, Купрес, Ливно, Прозор, Варцар Вакуф                                        |
| Покуп'я          | Ястребарсько, Карловаць, Писаровина, Войнич, Топусько                                                    |
| Посав'я          | Бієліна, Брчко, Брод, Дервента, Градачаць, Жупаня                                                        |
| Пригір'я         | Доня Стубиця, Дуго-Село, Кутина, Самобор, Светі-Іван-Зеліна, Велика Гориця, Загреб                       |
| Сана-Лука        | Баня-Лука, Ключ, Котор-Варош, Прієдор, Санський Мост                                                     |
| Усора-Солі       | Добой, Грачаниця, Кладань, Маглай, Теслич, Тешань, Тузла, Зворник                                        |
| Винодол-Підгір'я | Бринє, Цриквениця, Карлобаг, Кралєвиця, Новий, Сень                                                      |
| Врхбосна         | Чайниче, Фоча, Рогатиця, Сараєво, Сребрениця, Вишеград, Власениця                                        |
| Вука             | Хорватська Митровиця, Хорватські Карловці, Ілок, Іриг, Рума, Стара Пазова, Шид, Вінковці, Вуковар, Земун |
| Загір'я          | Чаковець, Іванець, Кланєц, Крапина, Лудбрег, Новий Мароф, Преграда, Прелог, Вараждин, Златар             |

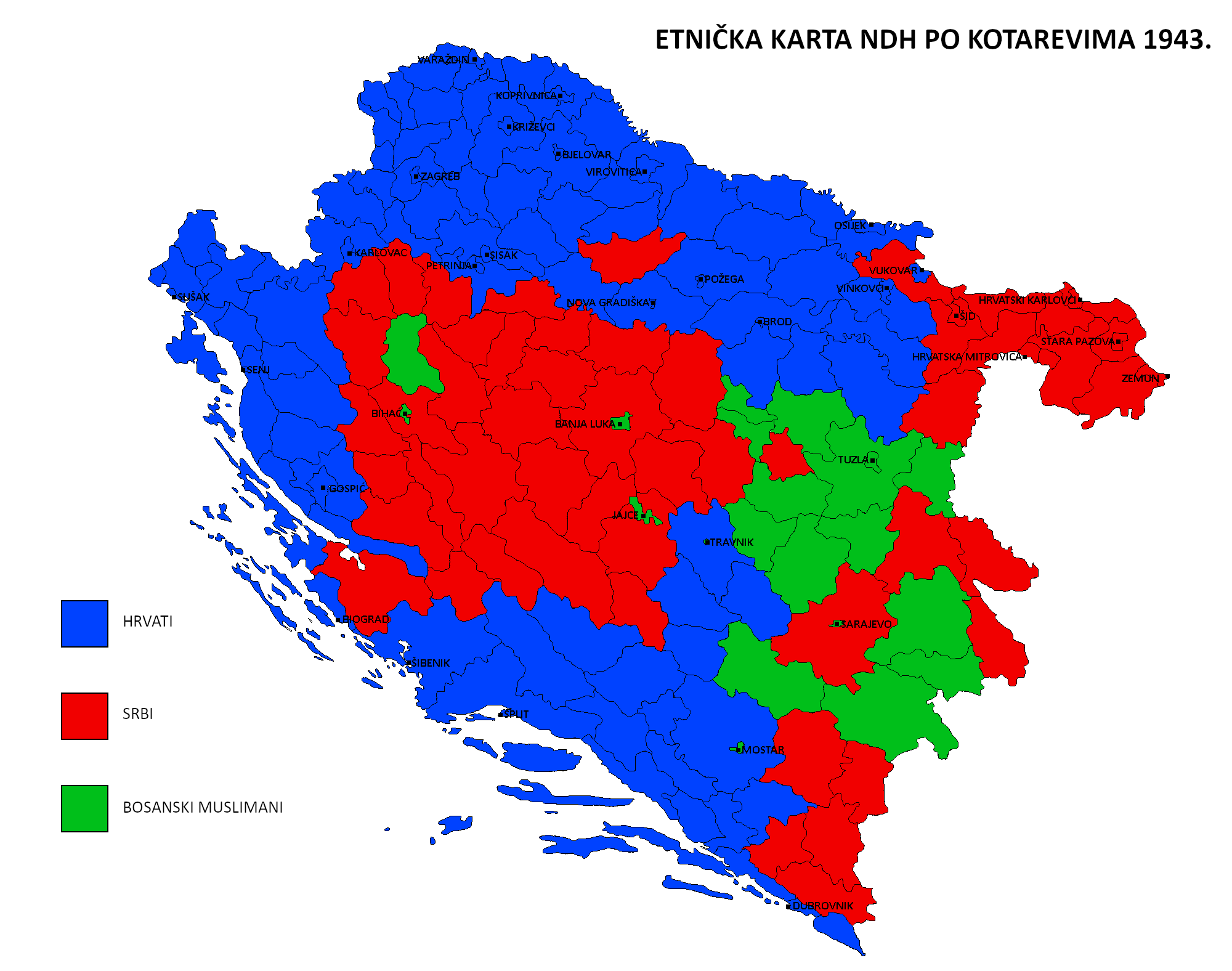
Етнічна карта НДХ, яка показує котари з хорватською (сині), сербською (червоні) та мусульманською (зелені) більшістю

Із падінням фашистської Італії до складу НДХ ввійшли деякі місцевості на правах особливих районів.

## Спірні території
16 квітня 1941 Угорське королівство приєднало Меджимур'я без згоди на те влади Незалежної Держави Хорватії, а 11 квітня 1941 року угорська армія окупувала Бараню. НДХ ніколи не визнала цього. Міністр закордонних справ НДХ Младен Лоркович оцінював відносини між Незалежною Державою Хорватії та Угорщиною як безнадійні, а з нагоди скликання Сабору (парламенту) 24 лютого 1942 заявив, що Меджимур'я він «вважає частиною НДХ». Хоча Угорщина включила Меджимур'я до складу медьє Зала (хорв. Zaladska županija), НДХ як і перше зберігала адміністрації районів Чаковець і Прелог, однак вони діяли не в цих містах, а перебували у Вараждині, на фактичній території НДХ. Формально Меджимур'я в адміністративному відношенні належало до великої жупи Загір'я, а на картах воно зображалося в кордонах НДХ.

## Цікавинка
Назва на позначення району великої жупи (котарська область) дивним чином схожа на назву німецької адміністративної одиниці такого ж другого рівня в райхскомісаріаті Україна «крайсгебіт» (нім. Kreisgebiet), враховуючи, що хорв. kotar означає те ж саме, що й нім. Kreis, тобто «район», а нім. Gebiet означає «область», отже, буквально «районна область», як і в хорватському випадку.